# Polystichtis martia
Polystichtis martia är en fjärilsart som beskrevs av Frederick DuCane Godman 1903. Polystichtis martia ingår i släktet Polystichtis och familjen Riodinidae. Inga underarter finns listade i Catalogue of Life.